# Salvo Toscano
Salvo Toscano, all'anagrafe Salvatore Marco Maria Toscano (Palermo, 23 luglio 1975), è uno scrittore, giornalista e blogger italiano.

## Biografia
Esordisce come giornalista nel 1996 al Giornale di Sicilia e nel 1998 si laurea in Giurisprudenza. È stato dal 2005 coordinatore della rivista siciliana I love Sicilia, collaborando anche con le altre testate dei gruppi editoriali palermitani Novantacento e Livesicilia, quotidiano on-line di cui assume la direzione nel 2020 fino al 2021. Dal 2021 è giornalista Rai, avendo vinto il concorso nell'aprile dello stesso anno, assegnato alla sede di Palermo.
Nel 2005 ha pubblicato il suo primo romanzo, Ultimo appello (ISBN 88-7758-627-3), che ha come protagonisti i fratelli Roberto e Fabrizio Corsaro, rispettivamente un avvocato penalista e un "nerista", un giornalista specializzato nella cronaca nera. Nel 2006 è uscito il suo secondo libro, L'enigma Barabba (ISBN 9788877586889, semifinalista al Premio Scerbanenco 2006), con gli stessi protagonisti. Nel 2007 ha curato con Filippo D'Arpa l'antologia di racconti La scelta - Storie da non dimenticare (ISBN 9788890316906), dedicata alla memoria delle vittime della mafia, all'interno della quale ha pubblicato il racconto Elena. Nel 2009 ha pubblicato il terzo romanzo della saga dei fratelli Corsaro, Sangue del mio sangue (ISBN 9788877588838, finalista Premio Zocca giovani), un legal thriller che tocca i temi della corruzione e dalla contiguità tra politica e criminalità. Nel 2014 ha fatto il suo esordio nella saggistica con il libro La camera grassa, un libro sui costi dei consigli regionali italiani.
I fratelli Corsaro sono tornati nel 2015 col romanzo "Insoliti sospetti", edito da Newton Compton. Con lo stesso editore, Toscano ha pubblicato nel 2016 il thriller "Falsa testimonianza", ambientato negli anni della Trattativa Stato-Mafia. Nel 2016" Insoliti sospetti" è stato tradotto e pubblicato in inglese dall'editore Aria col titolo di "Accused". Nel 2017 è stata pubblicata la quinta indagine dei fratelli Corsaro, "Una famiglia diabolica", nel 2018 la sesta, "L'uomo sbagliato", nel 2020 la settima, "La tana del serial killer", seguita nel 2021 da "Memorie di un delitto" e nel 2022 da "L'intruso", ottava e nona indagine del duo.
Ha scritto due romanzi ispirati alle indagini del poliziotto italo-americano Joe Petrosino.
Considerato uno degli autori emergenti della "scuola palermitana" del noir, è stato indicato come esempio dell'importanza del passaparola per il successo di un romanzo.
Per il teatro ha scritto il monologo "Carte false", sulla figura dell'antifascista e "Giusto tra le Nazioni" Calogero Marrone, rappresentato nel 2018.
Dai romanzi di Toscano con protagonisti i fratelli Roberto e Fabrizio Corsaro è stata tratta la fiction televisiva I fratelli Corsaro, trasmessa su Canale 5 nel 2024.